# El Masroig
El Masroig est une commune de la province de Tarragone, en Catalogne, en Espagne, de la comarque de Priorat.

## Jumelage
Cette province est jumelée avec La Romieu dans le Gers